# Luis Felipe Solé Fa
Luis Felipe Solé Fa CM (ur. 23 lipca 1946 w Tarragona) – hiszpański duchowny katolicki posługujący w Hondurasie, biskup diecezjalny Trujillo w latach 2005–2023.

## Życiorys
Święcenia kapłańskie otrzymał 29 grudnia 1973 w zgromadzeniu lazarystów. Przez kilka lat pracował w rodzinnym kraju. W 1981 wyjechał do Hondurasu i przez 18 lat był duszpasterzem w diecezji San Pedro Sula. W 1995 wybrany przełożonym honduraskiej prowincji Księży Misjonarzy. Po zakończeniu w 1999 kadencji rozpoczął pracę w diecezji Trujillo. W 2002 został wikariuszem biskupim dla regionu Mosquitía.
18 marca 2005 papież Jan Paweł II mianował go biskupem diecezjalnym Trujillo. 29 czerwca 2005 z rąk kardynała Óscara Rodrígueza Maradiagi przyjął sakrę biskupią. W latach 2007–2016 był sekretarzem generalnym honduraskiej Konferencji Episkopatu.
10 marca 2023 papież Franciszek przyjął jego rezygnację z pełnionego urzędu, złożoną ze względu na wiek.